# Lúcio de Castro
Lúcio Almeida Prado de Castro (ur. 1 października 1910 w São Paulo, zm. 20 maja 2004 tamże) – brazylijski lekkoatleta specjalizujący się w skoku o tyczce oraz rzucie oszczepem.
Wielokrotny medalista mistrzostw Ameryki Południowej: cztery medale w skoku o tyczce – dwa złote (1941 i 1947) oraz dwa srebrne (1933 i 1937, a także srebrny medal w rzucie oszczepem (1947). W 1946 podczas nieoficjalnych mistrzostw kontynentu (zorganizowanych z okazji 50. rocznicy nowożytnych igrzysk olimpijskich) zdobył złoto w skoku o tyczce oraz brąz w rzucie oszczepem.
Podczas igrzysk olimpijskich w Los Angeles (1932) zajął 6. miejsce w skoku o tyczce z wynikiem 3,90 m.
Dziewięciokrotny rekordzista kraju.
Rekord życiowy w skoku o tyczce: 4,12 (1941) – wynik ten był do 1955 roku rekordem Brazylii.